# Chodów
Chodów è un comune rurale polacco del distretto di Koło, nel voivodato della Grande Polonia.
Ricopre una superficie di 77,97 km² e nel 2004 contava 3 510 abitanti.